# Johnny Pacheco
Pour les articles homonymes, voir Pacheco.
Johnny Pacheco est un musicien, compositeur, arrangeur, producteur et directeur musical né le 25 mars 1935 à Santiago de los Caballeros, en République dominicaine, et mort le 15 février 2021 à Teaneck, dans l'état américain du New Jersey. Il est considéré comme l'une des figures les plus influentes de la musique latine et caribéenne pour avoir été le cofondateur avec Jerry Masucci du label Fania. Cela a été décisif dans la consolidation de la salsa.

## Biographie
Johnny Pacheco doit sa passion pour la musique à son père, Rafael Azarías Pacheco, clarinettiste et chef de l'orchestre de Santa Cecilia. À onze ans, il émigre à New York avec sa famille.
Il apprend à jouer de l'accordéon, du violon, du saxophone et de la clarinette, puis à la Juilliard School des percussions. Il devient un des principaux percussionnistes de son temps.
Il joue et enregistre avec les plus importants artistes américains. Après l'apprentissage de la flûte, il est reconnu comme étant l'un des meilleurs flûtistes de son époque.
En 1958, il fait partie de la Charanga Duboney de Charlie Palmieri, avec le chanteur Vitín Avilés (en). En 1960, il organise son premier et légendaire orchestre, Pacheco y Su Charanga.
Son premier album Johnny Pacheco y su Charanga vol. 1 chez Alegre Records (en) s'est vendu à plus de 100 000 exemplaires la première année, devenant la meilleure vente d'albums du moment. L'album est un classique.
En 1963, il  contribue largement à l'essor de la pachanga, qui devient la danse à la mode pendant quelques années.
Il est devenu internationalement renommé et a voyagé intensivement dans l'ensemble des États-Unis (à l'Apollo, etc.), de  l'Europe, de l'Asie, et de l'Amérique latine.
Fin 1963, sa carrière prend un tour historique quand il fonde avec l'avocat de son divorce, Jerry Masucci, la maison de disques Fania Records, qui deviendra dans les années 1970 le label majeur de la Salsa.
En 1964, il sort chez Fania son nouvel album, Canonazo, qui abandonne la charanga au profit du conjunto.
Découvreur de talents, c'est lui qui donne leur chance à des gens comme Willie Colón, Hector Lavoe, ou encore qui remet sur les rails la carrière de Celia Cruz.
C'est également lui qui dirige l'orchestre mythique réunissant tous les talents du label Fania, le Fania All Stars, avec lequel il part en tournée dans le monde entier.
Jusqu'au milieu des années 1980, il produit les albums de nombreux artistes du label Fania, dont beaucoup deviennent des grands classiques de cette musique.
Il est nommé neuf fois aux Grammy et obtient dix disques d'or.
Il collabore avec la plupart des meilleurs artistes de la Salsa tels que Celia Cruz, Willie Colón, Héctor Lavoe, Rubén Blades, Cheo Feliciano, et Pete "El Conde" Rodríguez.
Il produit Bailando Salsa pour le groupe espagnol Mecano puis coécrit également et produit trois chansons pour le premier album solo de David Byrne : Rei Momo.
Il écrit plus de 150 chansons et la plupart d'entre elles sont maintenant des classiques : La Dicha Mía, Quitate Tu Pa' Ponerme Yo, Acuyuye, El Rey de la Puntualidad, et El Número Cien de Tito Puente.
Pacheco a également inspiré les générations plus jeunes.
Il enregistre avec le groupe DLG en tant qu'artiste invité la reprise de sa composition Acuyuye, et avec Mangu (Calle Luna Y Calle Sol).
Il est invité à de nombreux festivals de jazz.
Il joue avec les meilleurs musiciens latinos du siècle tels que Pérez Prado, Xavier Cugat, Tito Rodríguez, Tito Puente et Celia Cruz entre autres.
Il joue et collabore avec beaucoup de légendes du jazz et de la musique populaire américaine telles que Quincy Jones, Stan Kenton, George Benson, Sammy Davis, Jr., Ethel Smith, Stevie Wonder et beaucoup d'autres.
Il a démontré sa solidarité avec les victimes de l'ouragan Georges.
Il a également participé à un concert pour la lutte contre le SIDA, en novembre 1988 à New York.
En 1996, le président de la République Dominicaine, Joaquin Balaguer lui remet la prestigieuse médaille d'honneur présidentielle. En juin 1996, Johnny Pacheco est le premier producteur de musique latine à recevoir le NARAS (National Academy of Recording Arts & Sciences) Award à New York.
Il meurt le 15 février 2021 à Teaneck, dans le New Jersey.